# Hôtel Lebourguignon-Duperré
L'hôtel Lebourguignon-Duperré est un édifice situé à Caen, dans le département du Calvados, en France. Il est inscrit au titre des Monuments historiques.

## Localisation
Le monument est situé au 13 de la rue des Croisiers à 130 mètres au nord de l'église Saint-Sauveur de Caen.

## Historique
Cet hôtel particulier est édifié dans la seconde moitié du XVIIe siècle. Constantin Lebourguignon du Perré de Lisle, homme de loi, l'achète en 1763 à la famille de Jumilly.

## Architecture
La façade est constituée de cinq travées séparées au rez-de-chaussée par des pilastres plats qui s'interrompent au-dessus d'un cordon marquant le bas de l'étage noble.
La façade sur rue est inscrite au titre des Monuments historiques depuis le 13 juin 1927.